# AGM-169 Joint Common Missile
 (janvier 2012).
Si vous disposez d'ouvrages ou d'articles de référence ou si vous connaissez des sites web de qualité traitant du thème abordé ici, merci de compléter l'article en donnant les références utiles à sa vérifiabilité et en les liant à la section « Notes et références ».
Le missile AGM-169 Joint Common (JCM) est un missile américain tactique air-sol développé par la société Lockheed Martin.

## Aperçu
Le missile a été conçu pour remplacer le AGM-114 Hellfire et AGM-65 Maverick. Sa tête chercheuse utilise une combinaison de semi-actif laser, ondes millimétriques, et autoguidage IR semblable à celle trouvée sur les FGM-148 Javelin missile antichar. Cela permet au missile d'avoir une plus grande capacité d'autonomie dite 'tir et oublie', et d'opérer sur toutes les plateformes aériennes. Le missile a une plus grande portée, une ogive plus puissante, et un système de sécurité, permettant aux avions de marine de revenir au navire sans larguer les munitions au préalable.
Le missile partage également des similitudes avec le missile Brimstone de MBDA.

## Développement
Le développement du missile a d'abord été arrêté en décembre 2004. Le programme a été prévu et en respectant son budget à cette époque, selon Lockheed Martin. Toutefois, en raison des contraintes de la guerre en Irak, le financement a été coupé. En 2005 et 2006, le Congrès a commencé à envisager la relance du programme quand il a été constaté que la modernisation du AGM-114 Hellfire donnerait des coûts plus élevés et une capacité réduite.
Le JCM est le premier missile à atteindre l'étape B de décision sans un test en direct.
Le JCM a été testé en vol sur l'hélicoptère AH-64D Apache dans une configuration de test en captivité.
En mai 2007, l'armée américaine a officiellement demandé à Lockheed Martin de cesser tout travail de développement. Il est prévu un suivi sur le programme, le Joint Air Ground Missile (JAGM) qui sera ouvert à la concurrence.

## État du programme
- Décembre 2004 -. Le Pentagone annonce l'annulation de JCM
- Mars 2005 -. Lobbying au Congrès pour maintenir le programme en vie
- Septembre 2005 -. Un test de vol captif sur AH-64D Apache est effectué
- Janvier 2006 - Le Congrès restaure 30 millions de dollars pour maintenir le programme en veille.
- Septembre 2006 - L'armée américaine ajoute 150 millions de dollars pour JCM dans la demande FY-08 du budget.
- Mai 2007 - L'U.S. Army Aviation and Missile Life Cycle Management Command ordonne formellement à Lockheed Martin de cesser de travailler sur le programme et de fermer le contrat pour le 15 juin 2007.

## Utilisateurs
États-Unis -. L'AGM-169 était destiné à l'utilisation commune avec l'US Air Force, US Navy et US Marine Corps